# Río Cali
Pour les articles homonymes, voir Cali.
Le río Cali est une rivière de Colombie et un affluent du río Cauca dans le bassin du río Magdalena.

## Géographie
Le río Cali prend sa source dans le Parc national naturel des Farallones de Cali (cordillère Occidentale), dans le département de Valle del Cauca. Il coule ensuite vers l'est, traverse la ville de Cali, avant de rejoindre le río Cauca.
Les précipitations sont :
| Mes                | ene. | feb. | mar. | abr. | may. | jun. | jul. | ago. | sep. | oct. | nov. | dic. |
| ------------------ | ---- | ---- | ---- | ---- | ---- | ---- | ---- | ---- | ---- | ---- | ---- | ---- |
| Precipitación (mm) | 93   | 99   | 126  | 173  | 179  | 109  | 66   | 75   | 120  | 173  | 149  | 109  |